# Cirrhilabrus filamentosus
Cirrhilabrus filamentosus är en fiskart som först beskrevs av Klausewitz, 1976.  Cirrhilabrus filamentosus ingår i släktet Cirrhilabrus och familjen läppfiskar. IUCN kategoriserar arten globalt som otillräckligt studerad. Inga underarter finns listade i Catalogue of Life.